# MIF/MID
Das MapInfo Interchange Format (MIF/MID) ist ein Karten- und Datenbank-Dateiformat für MapInfo-Software und besteht aus zwei nichtbinären Dateien. Die MIF-Datei enthält sowohl die Metadaten und
Feature-Definitionen als auch die Koordinaten. Die MID-Datei enthält die trennzeichenunterteilten Attribute, wobei eine Zeile pro Objekt benutzt wird.
Siehe auch: GIS-Datenformate